# Karmaliukivka, Bârzula
Karmaliukivka (în ucraineană Кармалюківка) este un sat în comuna Balta din raionul Bârzula, regiunea Odesa, Ucraina.

## Demografie
Componența lingvistică a localității Karmaliukivka
     Ucraineană (94,95%)
     Rusă (2,79%)
     Română (1,92%)
     Alte limbi (0,35%)
Conform recensământului din 2001, majoritatea populației localității Karmaliukivka era vorbitoare de ucraineană (94,95%), existând în minoritate și vorbitori de rusă (2,79%) și română (1,92%).